# Trialismus

Vorschlag von Heinrich Hanau, Wien 1909

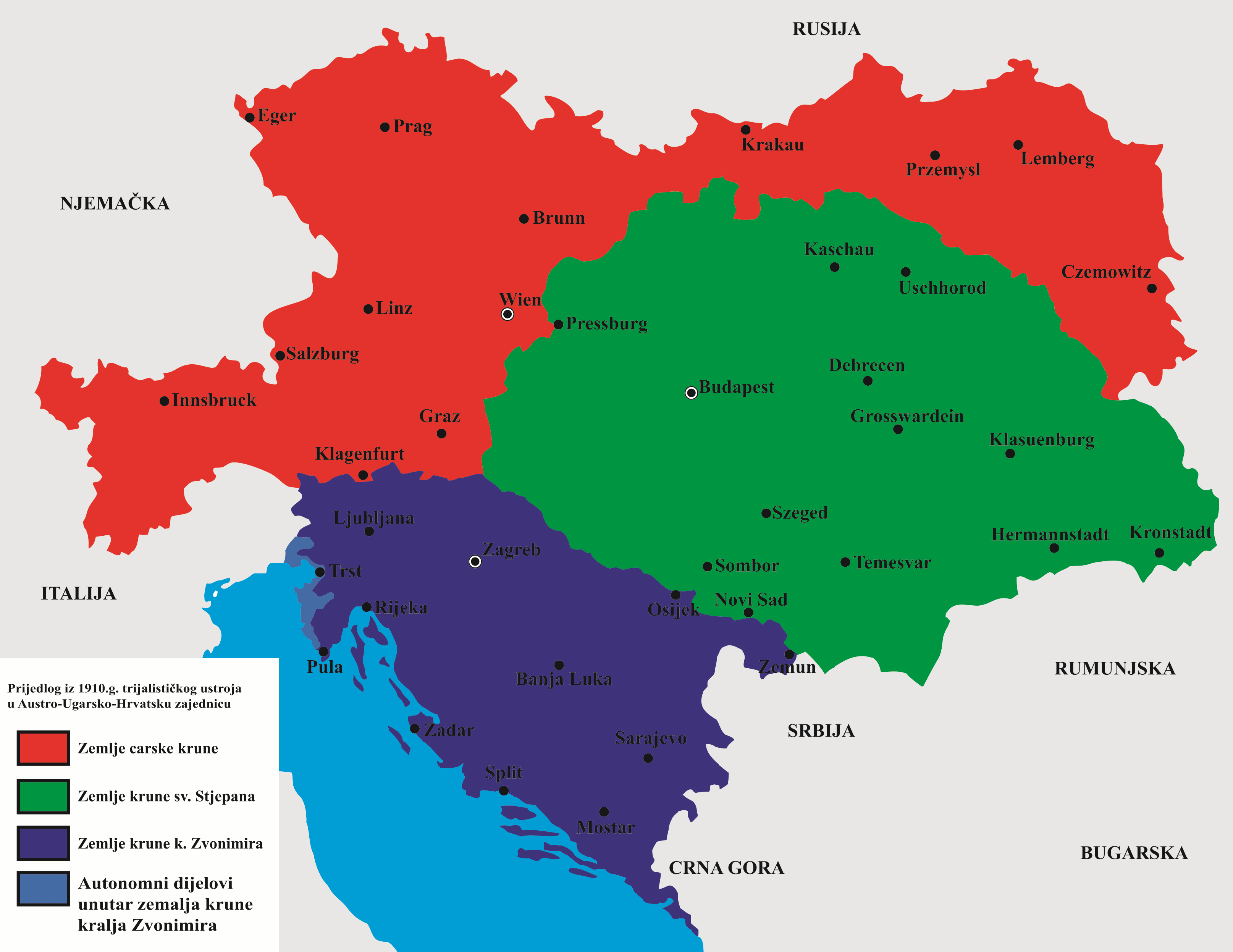
Vorschlag von N.Z.Bjelovučić aus dem Jahr 1910

Trialismus (von griechisch τρία ‚drei‘ oder lateinisch trialis ‚drei enthaltend‘) bezeichnet die austroslawistischen Bemühungen in der zweiten Hälfte des 19. Jahrhunderts, die österreichisch-ungarische Doppelmonarchie mit einem slawischen Reichsteil in einen dreigeteilten Staat umzugestalten. Der österreichisch-ungarische Thronfolger Franz Ferdinand galt als Vertreter dieses Trialismus.

## Varianten
Mehrere verschiedene Modelle, welcher slawische Reichsteil neben dem deutschsprachigen Österreich und Ungarn das dritte Hauptland sein sollte, konkurrierten miteinander:
- Böhmen, Mähren und Österreichisch-Schlesien waren mit Österreich ebenso lange verbunden wie Ungarn. 1526 fielen beide Königreiche per Erbfolge an die Habsburger. 1871 lehnte Kaiser Franz Joseph einen böhmischen Ausgleich ab.[2] Die Erfolgschancen einer solchen Gleichberechtigung der Tschechen war nach 1890 mit dem Sieg der panslawistischen Jungtschechen über die austroslawistischen Alttschechen niedrig. Dennoch forderte noch zu Beginn des Ersten Weltkriegs auch Russland von Wien diese Variante einer konföderativen Lösung. Eine Teilfrage zu einem Ausgleich mit den Tschechen Böhmens war der Mährische Ausgleich 1905.[2]
- Kroatien-Slawonien mit Dalmatien, und allfällig Bosnien-Herzegowina: Zusammen mit Ungarn hatte Österreich das Königreich Kroatien und Slawonien erworben, mit dem Gewinn Bosniens waren 1878 weitere Kroaten hinzugekommen. Eine Gleichberechtigung der katholischen Kroaten und der muslimischen Bosniaken sollte diese von einer südslawischen Einheit mit orthodoxen Serben abhalten. Für diese Option trat besonders Erzherzog Franz Ferdinand ein, dagegen opponierte jedoch Ungarn, zu dessen Reichshälfte Kroatien gehörte – wenn auch der ungarisch-kroatische Ausgleich 1868 gewisse Autonomie gebracht hatte. Dabei sollte neben dem österreichischen und dem ungarischen Reichsteil ein südslawisches Reich unter kroatischer Führung entstehen, der zahlenmäßig stärksten südslawischen Gruppe des Reiches. Dieser südslawische Staat sollte im Interesse des Gesamtreiches einerseits Ungarn schwächen und andererseits großserbischen Ambitionen entgegenwirken. Mit der Verschärfung des kroatisch-ungarischen Konflikts ab 1904 sanken die Chancen dieser Variante. Die südslawischen Gebiete des Habsburgerreiches waren überwiegend kroatisch, einige Teile waren von Serben und Slowenen dominiert. Weitere Annexionen auf dem Balkan hätten das serbische Element nur verstärkt. Dessen und der enttäuschten Kroaten Anlehnung an Serbien führte zum Ersten Weltkrieg, dessen erstes Opfer ausgerechnet Franz Ferdinand werden sollte. Das südslawische trialistische Programm stand während des größten Teiles der letzten zwei Generationen des Habsburgerreiches an erster Stelle der Reformpläne, wobei in seiner konservativen Form die Slowenen nicht inbegriffen waren.[4] Die Einrichtung Bosniens und der Herzegowina als eigenständiges Land 1908 (Bosnische Annexionskrise) und die Anerkennung des Islam 1912 sollten nicht zuletzt auch das muslimische Element als Gegengewicht zum kroatischen Nationalismus stärken.[5]
- Galizien und Polen: 1772 war Galizien von Polen an Österreich gefallen. Im Gegensatz zu Tschechen, Serben und anderen Slawen der k.u.k. Monarchie opponierten die Polen meist nicht, blieben loyal gegenüber der österreichischen Monarchie und pflegten eine traditionelle Freundschaft zu den Ungarn. Sie blieben loyal zu Wien, weil man sie ab den 1860ern nicht daran hinderte, in der galizischen Verwaltung und im Schulwesen die polnische Sprache einzuführen, die die deutsche Amtssprache ersetzte. Die polnische Autonomie in Galizien berücksichtigte nicht die Interessen der dortigen ukrainischen Ruthenen, die gegen die Polonisierung Ostgaliziens Widerstand leisteten. 1871 verwarf Kaiser Franz Joseph auch einen polnischen Autonomie-Entwurf für Galizien.[2] Im Ersten Weltkrieg wurde über eine Angliederung Russisch-Polens an die Donaumonarchie nachgedacht. Den Vorteil dieser Option sah Wien in der mittelfristigen Konsolidierung Cisleithaniens, zu dem Galizien gehörte. Diese austropolnische Lösung brachte naturgemäß Konflikte mit Russland und Deutschland. Spätestens der Brotfrieden von 1918 mit der Ukraine brachte auch dieses Projekt zum Scheitern.

## Einschätzung in der Forschung
Der Trialismus schloss eine umfassendere Lösung des Nationalitätenproblems aus. Der kroatische Trialismus zog, wie Hohenwarts Plan zur Versöhnung der Tschechen im Jahr 1871, nur den nationalen Status einer einzelnen Volksgruppe in Betracht. Die österreichische Nationalitätenfrage war jedoch so verwickelt, dass die Behandlung einer dieser Fragen offensichtlich die aller anderen beeinflusste. Das Konzept des Trialismus hatte in den letzten Jahrzehnten der Monarchie, durch den serbischen und damit verbundenen südslawischen Gegensatz (Antagonismus), neben der naturgemäßen Ablehnung durch Ungarn wenig Chancen auf Realisierung.
Hatte der Trialismus, neben kroatischen konservativen Kreisen, zeitweise auch den Thronfolger Franz Ferdinand als Förderer, so entwickelten sich dessen Reformpläne aber bald in die Richtung einer umfassenden Föderalisierung.
Das Manifest Kaiser Karls vom Oktober 1918, den Staat zu einem Donau-Völkerbund umzugestalten, kam im Zerfall Österreich-Ungarns bei Kriegsende zu spät.